# Euchrysops philbyi
Euchrysops philbyi är en fjärilsart som beskrevs av Gabriel 1954. Euchrysops philbyi ingår i släktet Euchrysops och familjen juvelvingar. Inga underarter finns listade i Catalogue of Life.